# I basilischi
I basilischi è un film del 1963 diretto da Lina Wertmüller.

## Trama
Francesco, Sergio e Antonio sono tre giovani privilegiati che vivono in un tipico paesino di provincia, Minervino Murge (allora BA, oggi BT), situato tra la Puglia e la Basilicata: il film è il ritratto della loro vita, ormai troppo intrisa di apatia e provincialismo per poter far loro desiderare davvero di spiccare il volo verso mete più stimolanti.
Infatti, quando un giorno la zia di Antonio, svogliato studente universitario, gli offrirà di andare ad abitare da lei a Roma, trasferendo l'iscrizione dall'Università di Bari a quella della capitale, dopo poco tempo egli rinuncerà e farà ritorno al paese, incapace di abbandonare pregiudizi, luoghi comuni e rituali della provincia natia, ormai irreversibilmente radicati nel suo essere.
Il finale include una citazione del meridionalista Giustino Fortunato: «Siamo quelli che la razza, il clima, il luogo, la storia, hanno voluto che fossimo».

## Produzione

### Cast
Del cast fa parte un giovane e allora sconosciuto Stefano Satta Flores, qua in una delle sue primissime prove cinematografiche, nel ruolo di Francesco, assieme a Flora Clarabella, sua compagna di classe nonché futura moglie di Marcello Mastroianni. Inoltre Lina Wertmüller presta la voce a numerosi personaggi di contorno.

### Debutto come regista
Lina Wertmüller, dopo l'esperienza come aiuto regista di Federico Fellini per il film 8½, debutta come regista con il film I basilischi, di cui cura anche il soggetto e la sceneggiatura, e gira il film in un paese situato sulla Murgia Pugliese, al confine con la Basilicata, Minervino Murge.
La Wertmüller ebbe l'ispirazione di girare il film dopo aver visitato il paese d'origine del padre, Palazzo San Gervasio, che descrisse come «la scoperta di un mondo, di quella parte d’Italia tagliata fuori dalle rotte delle tante guerre e dalla Storia».

## Produzione
Le scene del film sono state girate quasi interamente nei comuni pugliesi di Minervino Murge e Spinazzola e in Basilicata nel comune di Palazzo San Gervasio.

## Premi e riconoscimenti
La regista per questo film si aggiudica la "Vela d'argento" al Festival di Locarno del 1963 e ottiene premi - in seguito - anche a Londra e a Taormina.